# Cantón de Colombey-les-Belles
El cantón de Colombey-les-Belles era una división administrativa francesa, que estaba situada en el departamento de Meurthe y Mosela y la región de Lorena.

## Composición
El cantón estaba formado por treinta y un comunas:
- Aboncourt
- Allain
- Allamps
- Bagneux
- Barisey-au-Plain
- Barisey-la-Côte
- Battigny
- Beuvezin
- Colombey-les-Belles
- Courcelles
- Crépey
- Dolcourt
- Favières
- Fécocourt
- Gélaucourt
- Gémonville
- Germiny
- Gibeaumeix
- Grimonviller
- Mont-l'Étroit
- Pulney
- Saulxerotte
- Saulxures-lès-Vannes
- Selaincourt
- Thuilley-aux-Groseilles
- Tramont-Émy
- Tramont-Lassus
- Tramont-Saint-André
- Uruffe
- Vandeléville
- Vannes-le-Châtel

## Supresión del cantón de Colombey-les-Belles
En aplicación del Decreto nº 2014-261 de 26 de febrero de 2014, el cantón de Colombey-les-Belles fue suprimido el 22 de marzo de 2015 y sus 31 comunas pasaron a formar parte del nuevo cantón de Meine au Saintois.